# Оливейра Фрага Коста, Брено
Брено Оливейра Фрага Коста, более известный как Брено (порт. Brenno Oliveira Fraga Costa; род. 1 апреля 1999, Сорокаба, Сан-Паулу) — бразильский футболист, вратарь клуба «Форталеза». Олимпийский чемпион 2020 года.

## Карьера
Брено родился в Сорокабе и начал тренироваться в местном клубе в 2012 году. Присоединился к лиге Desportivo Brasil только в 2013 году. Кроме того, в 2015 году его отдали в короткую аренду в «Шаньдун Тайшань». После успехов в Сан-Пауло в 2016 году он вновь отправился в аренду в дубль «Гремио», а в следующем году был полностью выкуплен клубом.
Брено он был заявлен под номером 13 на Кубок Либертадорес Америки 2018 года вместо Лео Жардима. Брено работал не сразу начал тренироваться с профессионалами, и был третьим вратарём клуба после Пауло Виктора и Жулио Сезара. Он продлил свой контракт 31 августа 2018 года до конца 2021 года.
Свой первый матч в качестве профессионала он провёл 17 марта 2019 года в домашнем матче против «Интернасьонала». Дерби Гре-Нал завершилось минимальной победой хозяев. Жулио Сезар должен был выйти в стартовом составе, но во время разминки почувствовал себя плохо, что дало 19-летнему Брено шанс дебютировать.
Брено сыграл три игры в 2019 и 2020 годах в основе «Гремио», однако он всё равно оставался третьим вратарём клуба. К бразильскому клубу обращались представители «Боавишты» из Португалии, предлагая аренду на один сезон с правом выкупа в размере 2,3 миллиона евро. Однако переговоры ничем не завершились, при этом технический комитет команды из Риу-Гранди-ду-Сул расценил вратаря как игрока с огромным потенциалом.
После того, как Вандерлей и Пауло Виктор выбывали из состава и допускали ошибки, было принято решение дать шанс молодёжи в начале сезона 2021 года. 13 марта он вышел на поле, а «Гремио» победил «Эспортиво» счётом 2:0 на выезде в чемпионате Гаучо 2021 года. Брено продолжал играть за клуб, приобретая опыт и играя более уверенно.
5 мая 2021 года он продлил контракт с «Гремио» до конца 2024 года.
14 мая 2021 года тренер Андре Жардин впервые вызвал Брено в олимпийскую сборную Бразилии на подготовительные товарищеские матчи против Кабо-Верде и Сербии. Впервые он дебютировал за сборную 8 июня, выйдя в стартовом составе товарищеского матча, который завершился победой Бразилии над Сербией со счётом 3:0. 17 июня Брено вошёл в состав сборной Бразилии на Олимпийские игры. В Японии он стал олимпийским чемпионом после того, как в финале в дополнительное время Бразилия победила Испанию. При этом Брено не вышел на поле ни в одном матче.